# GABA antagonist
GABA-antagonister er lægemidler, som har en hæmmende effekt på GABA, som er hæmmende neurotransmitter. Lægemidlerne virker derfor stimulerende og bruges for det meste som indgreb mod en overdosis af beroligende midler.
GABA-antagonister kan opdeles alt efter hvilke receptorer de påvirker - GABAA-antagonister (som bicuculline) inaktiverer de ionotrope GABAA-receptorer, mens GABAB-antagonister (som CGP 55845) virker på metabotrope, langsomme GABAB-receptorer.